# 罗斯马伦
罗斯马伦（Rosmalen，荷蘭語發音：[rɔsˈmaːlə(n)]）是荷兰南部北布拉班特省的一个城镇。该镇位于斯海尔托亨博斯市以东6公里处，自1996年以来一直是该市的一部分。截至2021年1月1日，该镇人口约为37,240人。2005年该镇开始建设新社区De Groote Wielen（以洪水过后在该地区形成的大型柯尔克涡流而命名），其中包括5,000套住宅和其他建筑物。
罗斯马伦拥有一家在当地家喻户晓的足球俱乐部OJC罗斯马伦。OJC的许多球员都曾在职业足球俱乐部效力过，如丹保殊足球會、RKC華域克、威廉二世足球会。罗斯马伦也是荷兰第二大篮球俱乐部黑鹰队（The Black Eagles）的主场。小基斯·阿克布姆、泰斯·维尔穆伦（Thijs Vermeulen）、罗宾·古森斯 （Robin Goossens）和罗布·范米尔（Rob van Mil）等知名球员都在该俱乐部打球，也证明了俱乐部在培养天才球员方面的成功。
罗斯马伦也是Autotron的所在地，以前是汽车博物馆/景点公园，现在是一座会议中心。每年夏季都会举办一年一度的国际网球锦标赛，即罗斯马伦草地网球锦标赛，是每年大满贯赛事温布尔登网球锦标赛的重要热身赛之一。该公园位于斯海尔托亨博斯以东约7公里处，可经A59公路抵达。